# Frankfurter Appell zur Rechtschreibreform
Der Frankfurter Appell zur Rechtschreibreform ist ein Aufruf von bekannten Persönlichkeiten, der sich gegen die Rechtschreibreform von 1996 richtete. Bezugnehmend auf die Frankfurter Erklärung zur Rechtschreibreform wurde vom Weilheimer Deutschlehrer Friedrich Denk erneut Kritik an der Rechtschreibreform formuliert. Auf der Frankfurter Buchmesse unterzeichneten am 6. Oktober 2004 100 „Erstunterzeichner“ und bis zum 10. Oktober weitere 150 Reformkritiker den Appell.

## Der Wortlaut des Appells
„Seit der Frankfurter Erklärung zur Rechtschreibreform vom Oktober 1996 haben sich die Argumente gegen diese staatliche Maßnahme immer deutlicher bewahrheitet. Die Ankündigung mehrerer Zeitungsverlage, zur bewährten Rechtschreibung zurückzukehren, und die zahllosen Änderungen im 23. Duden haben die Kritik von neuem bestätigt. In dieser Situation appellieren die Unterzeichner auf der Frankfurter Buchmesse 2004 noch einmal an die Ministerpräsidenten und die Kultusminister der deutschen Länder, weiteren Schaden von der deutschen Sprache und Literatur abzuwenden, die Kluft zwischen Schule und Literatur zu überwinden, statt sie zu vertiefen, weitere, unabsehbare Kosten zu vermeiden und nach acht Jahren zunehmender Verwirrung das Experiment Rechtschreibreform zu beenden. Die Wiederherstellung der einheitlichen und bewährten Orthographie entspräche dem in sämtlichen Umfragen seit 1996 erkennbaren Willen der großen Mehrheit der Bürgerinnen und Bürger in Deutschland, Österreich und der Schweiz und wäre ein wesentlicher Beitrag zur Stärkung der demokratischen Kultur.
Frankfurt am Main, 6. Oktober 2004“

## Unterzeichner
Zu den Unterzeichnern gehören Autoren, Verleger, Übersetzer, Wissenschaftler, Künstler wie auch Literatur- und Nobelpreisträger.

### Autoren
Ilse Aichinger, Ute Andresen, Jakob Arjouni, Arnfried Astel, Hans Bender, Alois Brandstetter, Volker Braun, Günter de Bruyn, Karl Corino, Sigrid Damm, Wilhelm Deinert, John von Düffel, Hans Magnus Enzensberger, Ota Filip, Gertrud Fussenegger, Robert Gernhardt, Ralph Giordano, Günter Grass, Durs Grünbein, Norbert Gstrein, Lars Gustafsson, Ulla Hahn, Michael Hamburger, Peter Hamm, Iris Hanika, Ludwig Harig, Gert Heidenreich, Hans-Jürgen Heinrichs, Joachim Helfer, Stefanie Holzer, Thomas Hürlimann, Elfriede Jelinek, Heinz Kahlau, Bodo Kirchhoff, Wulf Kirsten, Georg Klein, Walter Klier, Alexander Kluge, Anne Köhler, Barbara König, Günter Kunert, Reiner Kunze, Siegfried Lenz, Nicol Ljubić, Friederike Mayröcker, Thomas Meinecke, Martin Mosebach, Sten Nadolny, Hanns-Josef Ortheil, Katja Oskamp, Sven Regener, Ruth Rehmann, Jutta Richter, Herbert Rosendorfer, Patrick Roth, Peter Rühmkorf, Gerhard Ruiss, Rüdiger Safranski, Hans Joachim Schädlich, Asta Scheib, Albert von Schirnding, Rolf Schwendter, Tilman Spengler, Hermann Spix, Sybil Gräfin Schönfeldt, Enno Stahl, Wolfgang F. Stammler, Brita Steinwendtner, Johano Strasser, Marion Tietze, Guntram Vesper, Günter Wallraff, Martin Walser, Peter Weber, Gabriele Weingartner, Urs Widmer, Christa Wolf, Gisela von Wysocki, Gerald Zschorsch (80)

### Verleger und Verlagsleiter
Egon Ammann, Wolfgang Balk (dtv), Dieter Bandhauer (Sonderzahl Verlag), Ulla Berkéwicz (Suhrkamp), Hans Dieter Beck, Wolfgang Beck, Heinrich v. Berenberg, Renate Birkenhauer (Straelener Manuskripte), Matthias Bischoff (Eichborn), Rainer Breuer (éditions trèves), Ekkehard Brockhaus, Joachim Bruhn (Ça ira), Michael Buckmiller (Offizin), Ingrid Bührig (Duncker & Humblot), Ludger Claßen (Klartext-Verlag), Uli Dieterich (Distel), Sabine Dörlemann, Matthias Dräger (Leibniz), Vito von Eichborn, Wolfgang Erk (Radius), Wolfgang Ferchl, Susanne Fink (Liebeskind), Herbert Fleissner (Herbig), Susanne Greiner (Johannes, Einsiedeln), Reinald Gußmann (Vorwerk 8), Christoph Haacker (Arco), Peter Haag (Kein & Aber), Kathrin Haupt (Kranichsteiner Literaturverlag), Joachim Herbst (Daedalus), Walter Hörner (Rimbaud), Oliver Hoffmann (Feder & Schwert), Jürgen Horbach, Jochen Jung (Jung und Jung), Thomas Jung (Schwartzkopff Buchwerk), Daniel Keel (Diogenes), Gina Kehayoff, Harald Keilhack (Schachverlag Kania), Gerd Kimmerle (edition diskord), Peter Kirchheim, Arno Kleibel (Otto Müller), Hannelore Klemm (Dieterich), Michael Klett, Albrecht Knaus, Gerlind Kowitzke (Frauenoffensive), Michael Krüger (Hanser), Jörn Laakmann, Walter Lachenmann (Oreos), Antje Landshoff-Ellermann (Rogner & Bernhard), Gisela Lermann, Christoph Links, Bernd F. Lunkewitz (Aufbau), Axel Matthes (Matthes & Seitz), Torsten Metelka (Kontext), Manfred Metzner (Das Wunderhorn), Thomas Neumann (Königshausen & Neumann), Viktor Niemann, Rainer Nitsche (Transit), Kevin Perryman (Babel), Karin Pfeiffer-Stolz (Stolz), Elisabeth Raabe (Arche), Dorothea Rein (Neue Kritik), Gerhard Rödlach (Haymon), Werner J. Röhrig, Rached Salem (Starke), Rainer Schedlinski (Galrev), Markus und Heidi Schirner, Hilke Schlaeger (Frauenoffensive), Klaus Schöffling, Arnold Schölzel (junge Welt), Johanna Seegers (Igel + Schardt), Gerhard Steidl, Johann P. Tammen (Die Horen), Manuela Thieme (Das Magazin), Anita Treguboff (Feuervogel), Joachim Unseld (Frankfurter Verlagsanstalt), Werner Vogel (Via Nova), Katharina Wagenbach-Wolff (Friedenauer Presse), Klaus Wagenbach, Thedel von Wallmoden (Wallstein), Stefan Weidle, Ferdinand Werner, Alexander Wewerka (Alexander), Michael Zöllner (Tropen) (83)

### Übersetzer
Ulrike Becker, Wolfgang Kaußen, Birgitta Kicherer, Michael von Killisch-Horn, Burkhart Kroeber, Hans-Christian Oeser, Ute Stempel (7)

### Wissenschaftler, Publizisten und Kritiker
Arnulf Baring, Michael Bauer, Dieter Borchmeyer, Wolfgang Deppert, Jörg Drews, Eberhard Dünninger, Joachim Fest, Iring Fetscher, Norbert Frei, Wolfgang Frühwald, Alexander Glück, Walter Grasskamp, Rolf Gröschner, Knut von Harbou, Theodor Ickler, Hartmut Jäckel, Clemens Jöckle, Joachim Kaiser, Friedhelm Kemp, Helmuth Kiesel, Sebastian Kleinschmidt, Helmut Koopmann, Peter Lerche, Christian Meier, Volker Michels, Frank Möbus, Katharina Mommsen, Dietz-Rüdiger Moser, Walter Müller-Seidel, Horst Haider Munske, Yutaka Nakayama, Günther Nenning, Gerhard Neumann, Peter Horst Neumann, Sebastian Neumeister, Elisabeth Noelle-Neumann, Leonard Olschner, Hans Pörnbacher, Karl Pörnbacher, Marcel Reich-Ranicki, Kurt Reumann, Horst Eberhard Richter, Klaus Siblewski, Wieland Schmied, Helwig Schmidt-Glintzer, Ralph Schock, Gerhard Schulz, Kurt Sontheimer, Reinhard Steinberg, Karl Stocker, Werner Veith, Ingo F. Walther, Gabriele Weingartner, Hubert Witt, Reinhard Wittmann, Bernhard Zeller, Helmut Zöpfl (57)

### Künstler
Hugo Egon Balder, Friedrich Forssman, Dieter Hildebrandt, Thomas P. Konietschke, Helmut Lachenmann, Stefan Moses, Wolfgang Rihm, Erika Schmied, Edgar Selge, Franziska Walser, Lothar Zagrosek, Klaus Zehelein, Bernd Zimmer (13)

### Andere
Peter Beisler, Klaus von Dohnanyi, Heinz Dürr, Marianne Frisch, Albrecht Götz von Olenhusen, Hilmar Hoffmann, Marianne Koch, Friedrich Merz, Andreas Müller, Friedrich Schorlemmer (10)